# Гороскоп на удачу
«Гороскоп на уда́чу» — российский комедийный фильм, вышедший в прокат 16 июля 2015 года, по сценарию Андрея Курейчика.

## Сюжет
Максим Гребёнкин (Дмитрий Ендальцев) — сотрудник рекламного агентства. Он — талантливый креативщик, но его скромность, стеснительность, не позволяют ему сделать карьеру. В то же время он мечтает заработать достаточно денег, чтобы бросить свою работу и реализоваться как художник-живописец.
Макс безнадёжно влюбляется в Риту (Анна Чиповская), представительницу крупного парфюмерного бренда, для которого компания Макса делает рекламу, хотя и встречается он с другой девушкой — с Леной. Не зная, как поступить, Макс обращается к астрологу (Дмитрий Нагиев), от которого получает стопку гороскопов «на каждый день». Составленный гороскоп обещает Максу успех, если он в течение тридцати дней будет прилежно выполнять безумные задания. Кто-то переписывает предсказания, и жизнь Макса начинает рушиться.
Его свадьба расстаивается (прямо во время церемонии) не без помощи Риты. 
В итоге астролог признаётся ему, что гороскопы, которые он ему дал, написаны «от балды». Макс в отчаянии начинает творить.
Через год Рита узнаёт о его персональной выставке и летит к нему в Питер. На выставке возле одной из его картин они встречаются. 

## В ролях
| Актёр               | Роль                                               |
| ------------------- | -------------------------------------------------- |
| Дмитрий Ендальцев   | Максим Гребёнкин                                   |
| Анна Чиповская      | Рита Антонова                                      |
| Светлана Ходченкова | Лена Карякина, дочь олигарха                       |
| Тимур Батрутдинов   | Лёха, коллега Максима                              |
| Борис Смолкин       | врач                                               |
| Виталий Хаев        | Пётр Алексеевич Карякин, олигарх                   |
| Гоша Куценко        | Николай Васильевич, начальник рекламного агентства |
| Дмитрий Нагиев      | карлик-астролог                                    |
| Дмитрий Хрусталёв   | Виктор, претендент                                 |

## История создания
По словам сценариста фильма, Андрея Курейчика: «„Гороскоп на удачу“ — это история про то, как опасно шутить с судьбой, но при этом как важно в неё верить. Хотя это и яркая комедия, но в ней много любви, романтики и человечности. Это история трудного выбора для каждого персонажа». Постановщиком картины выступил режиссёр Арман Геворгян, для которого данный фильм — «эта история о том, что любовь даёт надежду. Даже если ты простой парень, а она — недосягаемая шикарная девушка. Деньги ничего не решают, если любишь. Надо верить в себя и у тебя все получится».
Первые съёмки начались в Санкт-Петербурге со сцены с Дмитрием Нагиевым, в кинокарьере которого это, возможно, стало самой необычной ролью. Для создания образа карлика ему пришлось сниматься в зелёном «хромакейном» костюме, необходимом для компьютерной графики. На компьютере тело карлика совместили с головой Нагиева. Появление Нагиева в зелёном костюме на петербургской набережной вызвало большой интерес среди туристов.
Изначально Санкт-Петербурга не было в сценарии, но создатели фильма решили, что этот город подходит как нельзя лучше, и некоторые сцены были специально переписаны «под Питер». Пока съёмки проходили в Петербурге, в Москве занимались установкой для фильма декораций и павильонов: офисов, квартир героев, большой яхты. Ради съёмок фильма Анна Чиповская научилась стрелять из лука.